# Парнох, Яков Соломонович
Я́ков Соломо́нович (Зе́льманович) Парно́х (1847, Таганрог — 1912, там же) — провизор, владелец аптеки, член городской Думы г. Таганрога, потомственный почётный гражданин.

## Биография
Яков Соломонович Парнох (Парнух) родился в Таганроге в 1847 году. Отец — Залман Кусиелевич (Кушелевич) Парнох, меламед, моэль, начиная с 1865 года многие годы прослуживший старостой (попечителем) Таганрогской синагоги. Согласно семейному преданию, предки Якова Соломоновича Парноха в XV веке после изгнания евреев из Испании бежали на восток и в середине XIX века осели в Таганроге.
Учился в Таганрогской мужской гимназии. Окончил Киевский университет, выдержав экзамен на звание провизора.
Работал в Таганроге управляющим в аптеке Моисея Штримера), прослужив в этой должности 28 лет, до приобретения собственной аптеки.
В 1884 году женился на Александре Абрамовне Идельсон (1857—1895), из могилёвской купеческой семьи, выпускнице 7-го выпуска Высших женских врачебных курсов при петербургской Императорской медико-хирургической академии (1878—1883), в ту пору (1883—1885) служившей ординатором Еврейской больницы в Ростове. В этом браке родилось трое детей: София (1885), Валентин и Елизавета (1891, близнецы).
В конце 1880-х годов Яков Парнох приобрёл дом по адресу ул. Николаевская, 28 (ныне — ул. Фрунзе, 26). В 1895 году Яков Парнох купил в Ростове аптеку и назначил в ней управляющим своего брата, провизора Исая Соломоновича Парноха (1864—?), выпускника Императорского московского университета, который до того владел собственной аптекой в Балаклаве.
Александра Абрамовна Идельсон-Парнох скоропостижно скончалась от перитонита 22 апреля 1895 года в Харькове, оставив его с тремя малолетними детьми.
Собственную аптеку в Таганроге Яков Парнох купил 1 марта 1896 года у провизора Дзиминского. Находилась эта аптека в доме на углу Иерусалимской улицы и Итальянского переулка, ныне — Александровская, 62. Обзаведясь собственной аптекой в Таганроге, ростовскую продал в начале 1899 года.
После смерти жены Яков Парнох постепенно становился в Таганроге общественно значимой фигурой: участвовал в различных начинаниях и благотворительных акциях, был выбран в попечительский совет и стал казначеем приюта для младенцев-сирот Мариинского общества «Ясли», членом поверочной комиссии таганрогского управления Российского общества Красного Креста, участвовал в деятельности Общества призрения неимущих и Обществ взаимного кредита.
В 1900 году Яков Парнох стал потомственным почётным гражданином.
Повторно женился 4 августа 1900 года. Его женой и мачехой троих детей стала Александра Иосифовна (Гозиясовна) Левенсон (1868—?), родом из Митавы, дочь учителя, сама имевшая диплом «частной начальной учительницы» (выпускница Туккумского уездного училища). В 1903 году у них родилась дочь Алиса.
В 1902 году семья перебралась в квартиру, находившуюся в том же доме, где располагалась аптека Парноха, на углу Иерусалимской улицы и Итальянского переулка.
Умер 5 мая 1912 года в Таганроге от диабета, осложнённого сердечной недостаточностью.

## Семья

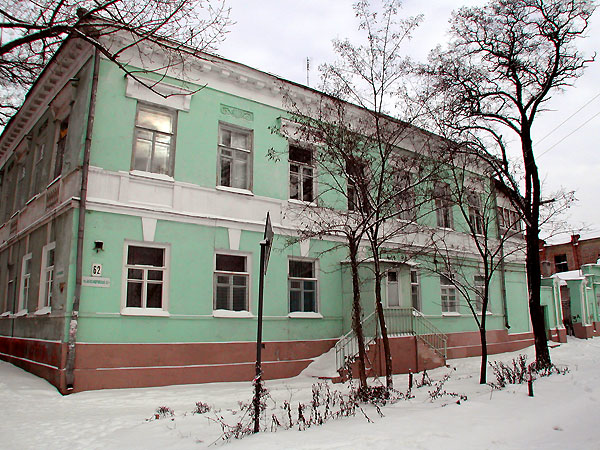
Дом семейства Парнох в Таганроге.

- Классон, Роберт Эдуардович (1868—1926) — сват, инженер-технолог и изобретатель, один из крупнейших российских энергетиков своего времени.
- Парнок, София Яковлевна (1885—1933) — дочь, русская поэтесса, переводчица.
- Парнах, Валентин Яковлевич (1891—1951) — сын, поэт, переводчик, музыкант, танцор, хореограф, основатель парижской литературной группы «Палата поэтов», зачинатель русского джаза.
- Тараховская, Елизавета Яковлевна (1891—1968) — дочь, русская поэтесса, переводчик.

Все дети Якова Соломоновича Парноха, и от первого, и от второго брака, окончили таганрогские гимназии с золотыми медалями, София, Елизавета и Алиса — Мариинскую женскую гимназию, а Валентин — Таганрогскую классическую мужскую гимназию. Все трое детей от первого брака стали поэтами.
На мемориальной доске, установленной в Таганроге на доме по адресу ул. Александровская, 62 и торжественно открытой 24 ноября 2012 года, отмечены знаменитые дети Якова Соломоновича Парноха, но не нашлось места для их отца.